# Franciszek Poniatowski (1651-1691)
Franciszek Poniatowski   (3 d'octubre de 1651 - maig 1691) fou el primer membre de la família Poniatowski.
Senyor de Podlasie des de 1680, fill de Jan, avi del rei Estanislau August Poniatowski. El 1683 va comandar la corona blindada de la bandera del castellà de Cracòvia, Andrzej Potocki. El 1674 es va casar amb Helena Niewiarowska, (coneguda com a Helena Poniatowska), amb qui va tenir quatre fills:
- Józefa,
- Estanislau,
- Michała Jacentego,
- Zofia.